# 内巴代杜塔普库尔
内巴代杜塔普库尔（Nebadhai Duttapukur），是印度西孟加拉邦North Twentyfour Parganas县的一个城镇。总人口19882（2001年）。

## 人口
该地2001年总人口19882人，其中男性10122人，女性9760人；0—6岁人口1756人，其中男881人，女875人；识字率77.50%，其中男性为81.95%，女性为72.88%。